# 24858 Diethelm
24858 Diethelm è un asteroide della fascia principale. Scoperto nel 1996, presenta un'orbita caratterizzata da un semiasse maggiore pari a 2,5591481 UA e da un'eccentricità di 0,1851726, inclinata di 3,82027° rispetto all'eclittica.